# Marcilly-d’Azergues
Marcilly-d’Azergues ist eine französische Gemeinde mit 1.004 Einwohnern (Stand: 1. Januar 2022) im Département Rhône in der Region Auvergne-Rhône-Alpes. Sie gehört administrativ zum Arrondissement Villefranche-sur-Saône und ist Teil des Kantons Anse (bis 2015: Kanton Limonest). Die Einwohner werden Sévériens genannt.

## Geographie
Marcilly-d’Azergues liegt an der Hügelkette der Mont d’Or, im Weinbaugebiet Coteaux du Lyonnais, etwa 14 Kilometer nordnordwestlich von Lyon. Der Azergues begrenzt die Gemeinde im Norden und Nordwesten.

### Nachbargemeinden
Umgeben wird Marcilly-d’Azergues von den Nachbargemeinden Les Chères im Norden und Nordosten, Lissieu im Osten, Dommartin im Süden, Civrieux-d’Azergues im Westen und Südwesten sowie Chazay-d’Azergues im Nordwesten.

## Bevölkerungsentwicklung
| Jahr                       | 1962 | 1968 | 1975 | 1982 | 1990 | 1999 | 2006 | 2013 |
| -------------------------- | ---- | ---- | ---- | ---- | ---- | ---- | ---- | ---- |
| Einwohner                  | 377  | 443  | 472  | 692  | 714  | 831  | 873  | 873  |
| Quellen: Cassini und INSEE |      |      |      |      |      |      |      |      |

## Sehenswürdigkeiten
- Kirche
- Burg Janzé aus dem 12. Jahrhundert, in der Neuzeit erheblich umgebaut

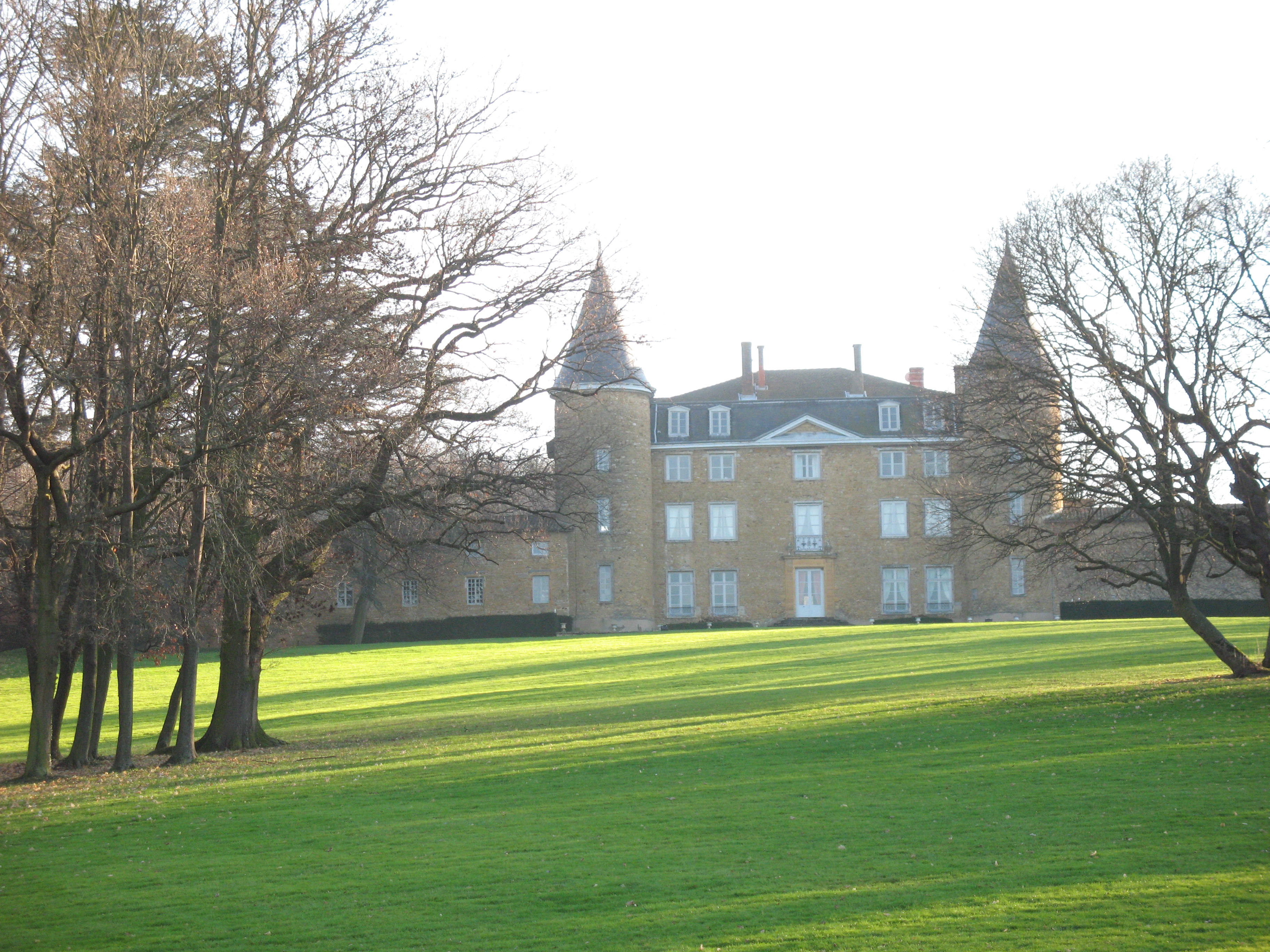
Burg Janzé

- Schloss Varax
- Kalkofen